# جورجواتس (میونیتسا)
جورجواتس (به صربی: Đurđevac) یک منطقهٔ مسکونی در صربستان است که در میونیتسا واقع شده‌است.